# 夏尔·弗洛凯
夏尔·托马·弗洛凯（法語：Charles Thomas Floquet，法語發音：[ʃaʁl tɔma flɔkɛ]，1828年10月2日—1896年1月18日），是法国律师、激进党政治家。他在1888年至1889年担任总理，曾与当时的政坛新贵乔治·布朗热将军进行了一次决斗并击伤了对方。布朗热运动平息后，弗洛凯转任众议院议长。